# 築山村
築山村（つきやまむら）は、熊本県の北部、玉名郡にかつてあった村。

## 歴史
- 1889年4月1日 - 玉名郡築地村、中尾村、山田村が合併し、築山村が成立。
- 1954年4月1日 - 玉名町、玉名村、滑石村、大浜町、豊水村、八嘉村、梅林村、小田村、石貫村、月瀬村、伊倉町と合併して玉名市となる。

## 学校
- 築山村立築山小学校